# Landolphia thollonii
Landolphia thollonii är en oleanderväxtart som beskrevs av Dewèvre. Landolphia thollonii ingår i släktet Landolphia och familjen oleanderväxter. Inga underarter finns listade i Catalogue of Life.